# Panterslang
De panterslang (Palusophis bifossatus) is een slang uit de familie toornslangachtigen (Colubridae) en de onderfamilie Colubrinae.

## Naam en indeling
De wetenschappelijke naam van de soort werd voor het eerst voorgesteld door Giuseppe Raddi in 1820. Oorspronkelijk werd de wetenschappelijke naam Coluber bifossatus gebruikt en later behoorde de soort tot de geslachten Ptyas en Drymobius. De slang behoorde lange tijd tot het geslacht Mastigodryas en is in de literatuur veelal bekend onder de wetenschappelijke naam Mastigodryas bifossatus.
Het is de enige soort uit het monotypische geslacht Palusophis. De wetenschappelijke geslachtsnaam Palusophis is vrij te vertalen als 'slang van het moeras'; het Latijnse Palus betekent moeras en het Griekse ophis betekent slang.

## Verspreiding en habitat
De panterslang komt voor in delen van noordelijk Zuid-Amerika en leeft in de landen Colombia, Venezuela, Frans-Guyana, Brazilië, Bolivia, Paraguay, Argentinië en Peru.
De habitat bestaat uit vochtige tropische en subtropische laaglandbossen en vochtige savannen. De soort is aangetroffen van zeeniveau tot op een hoogte van ongeveer 1700 meter boven zeeniveau.

## Beschermingsstatus
Door de internationale natuurbeschermingsorganisatie IUCN is de beschermingsstatus 'veilig' toegewezen (Least Concern of LC).